# Jul i Bakkekøbing
Jul i Bakkekøbing er en norsk stop motion jule-familiefilm fra 2013,  instrueret af Rasmus A. Sivertsen. Filmen genbruger univers og persongalleri fra filmen Bjergkøbing Grandprix, omend personerne har let ændrede navne af ophavsretlige grunde.

## Danske stemmer
- Claus Bue som Reodor Felgen
- Lasse Lunderskov som Ludvig
- Lars Ranthe som Søren Gundersen
- Lars Brygmann som Frimand Pløsen
- Peter Zhelder som Melvin/presserobotten
- Stig Hoffmeyer som Fortæller